# 日の名残り
『日の名残り』（ひのなごり、The Remains of the Day）は、1989年刊行のカズオ・イシグロの小説。同年のブッカー賞を受賞した。この作品は一人称視点によるバイアスを巧妙に利用した例としてしばしば取り上げられる。語り手の執事スティーブンスの元主人は第二次世界大戦前における対独宥和主義者であるが、スティーブンスはその点を意図的にぼかしている。また女中頭のミス・ケントンとの淡いロマンスについても回想の中で理想化されている。
1993年にジェームズ・アイヴォリー監督で映画化された。

## あらすじ
物語は1956年の「現在」と1920年代から1930年代にかけての回想シーンを往復しつつ進められる。
第二次世界大戦が終わって数年が経った「現在」のことである。執事であるスティーブンスは、新しい主人ファラディ氏の勧めで、イギリス西岸のクリーヴトンへと小旅行に出かける。前の主人ダーリントン卿の死後、親族の誰も彼の屋敷ダーリントンホールを受け継ごうとしなかったが、それをアメリカ人の富豪ファラディ氏が買い取った。ダーリントンホールでは、深刻なスタッフ不足を抱えていた。なぜなら、ダーリントン卿亡き後、屋敷がファラディ氏に売り渡される際に熟練のスタッフたちが辞めていったためだった。人手不足に悩むスティーブンスのもとに、かつてダーリントンホールでともに働いていたベン夫人から手紙が届く。ベン夫人からの手紙には、現在の悩みとともに、昔を懐かしむ言葉が書かれていた。ベン夫人に職場復帰してもらうことができれば、人手不足が解決する。そう考えたスティーブンスは、彼女に会うために、ファラディ氏の勧めに従い、旅に出ることを思い立つ。しかしながら、彼には、もうひとつ解決せねばならぬ問題があった。彼のもうひとつの問題。それは、彼女がベン夫人ではなく、旧姓のケントンと呼ばれていた時代からのものだった。旅の道すがら、スティーブンスは、ダーリントン卿がまだ健在で、ミス・ケントンとともに屋敷を切り盛りしていた時代を思い出していた。
今は過去となってしまった時代、スティーブンスが心から敬愛する主人・ダーリントン卿は、ヨーロッパが再び第一次世界大戦のような惨禍を見ることがないように、戦後ヴェルサイユ条約の過酷な条件で経済的に混乱したドイツを救おうと、ドイツ政府とフランス政府・イギリス政府を宥和させるべく奔走していた。やがて、ダーリントンホールでは、秘密裡に国際的な会合が繰り返されるようになるが、次第にダーリントン卿は、ナチス・ドイツによる対イギリス工作に巻き込まれていく。
再び1956年、ベン夫人と再会を済ませたスティーブンスは、不遇のうちに世を去ったかつての主人や失われつつある伝統に思いを馳せ涙を流すが、やがて前向きに現在の主人に仕えるべく決意を新たにする。屋敷へ戻ったら手始めに、アメリカ人であるファラディ氏を笑わせるようなジョークを練習しよう、と。

## 登場人物
- スティーブンス - ダーリントンホールの執事。
- ダーリントン卿 - ダーリントンホールの前の主人。伯爵。
- ミス・ケントン（ベン夫人） - ダーリントンホールの元女中頭。
- ファラディ - ダーリントンホールの現主人。アメリカ人。

## 日本語訳
- 土屋政雄・訳、中央公論社、1990年7月、ISBN 978-4120019470
- 土屋政雄・訳、中公文庫、1994年1月、ISBN 978-4122020634
- 土屋政雄・訳、ハヤカワepi文庫、2001年5月、ISBN 978-4151200038
- 土屋政雄・訳、早川書房、2018年4月、ISBN 978-4152097583

## 映画化作品
1993年にイギリスで映画化された。